# Salle Al Wahda
Pour les articles homonymes, voir Al Wahda.
La Salle Al Wahda (en arabe : قاعة الوحدة) est une salle couverte omnisports d'une capacité de 2 500 places, située à Kénitra, elle accueille chaque année plusieurs manifestations sportives, surtout les matchs des sections Basket-ball et de Handball du KAC de Kénitra.